# Кут (Конотопський район)
Ку́т — колишнє село в Україні, Сумській області, Конотопському районі.
Було підпорядковане Великосамбірській сільській раді. Станом на 1982 рік у селі проживало 10 людей.
Село знаходилося на лівому березі річки Малий Ромен. Вище по течії за 1,5 км розташоване село Малий Самбір, нижче по течії за 1,5 км — Великий Самбір, на протилежному березі — Броди.
Зняте з обліку рішенням Сумської обласної ради 20 червня 1988 року.